# Dicranota (Rhaphidolabis) fenderi
Dicranota (Rhaphidolabis) fenderi is een tweevleugelige uit de familie Pediciidae. De soort komt voor in het Nearctisch gebied.